# Androides i ginoides

Una ginoide

Un androide o una ginoide és un robot amb aparença externa i funcions que recorden el cos humà, en particular i respectivament, a un home i una dona. És una nomenclatura que s'usa a la ciència-ficció i de manera popular, ja que tècnicament es parla d'un robot humanoid.
Algunes empreses del sector de la robòtica han desenvolupat alguns robots amb forma que pot recordar més o menys a la humana amb finalitats comercials, per la seva espectacularitat. En els últims anys, també com a estratègia de màrqueting, de vegades s'anomenen androides a robots humanoids quan el terme va dirigit a un públic profà. El robot humanoid Asimo és un exemple de mecanisme creat sense dissimul per a ús publicitari.
Alguns robots humanoids molt realistes són per exemple els de la sèrie Geminoid, desenvolupats per l'empresa Kokoro al Japó. Fora de la ficció, una aparença totalment humana no és sinònim de cap capacitat intel·lectual especial, de fet molts robots superen amb escreix les habilitats intel·lectuals i físiques d'Asimo i els Geminoid.

## Etimologia
El mot "androide" va aparéixer abans, en un context d'androcentrisme, ja que podria haver estat utilitzat al segle xii. Per a Judith Kerman el terme data exactament de l'any 1270. El terme "ginoide" és posterior, i es va popularitzar especialment al segle xix, com el mot "androide", en ser emprat en diverses obres romàntiques de ciència-ficció.

## Androides famosos
- Els replicants de Blade Runner
- El C3PO de la Guerra de les Galàxies
- La robot Maria a Metropolis
- Terminator
- Coppélia
- Arale Norimaki
- Bender, el robot de Futurama
- Data, robot de Star Trek: La nova generació
- Mega Man, de la saga de videojocs homònima

## Robots humanoides catalans
- Tibi és un robot creat per l'Institut de Robòtica i Informàtica Industrial, IRII, a Barcelona i presentat l'any 2010.[1]
- Dabo és un altre robot creat per l'IRII (centre de la Universitat Politècnica de Catalunya i del CSIC) a Barcelona i que es va presentar el 2010 conjuntament amb Tibi.[1]
- REEM és un dels robots estrella de l'empresa barcelonina Pal Robotics i va ser presentat al novembre de l'any 2012.[1]